# Microrregión de Porto Franco
La microrregión de Porto Franco es una de las microrregiones del estado brasileño del Maranhão perteneciente a la mesorregión Sur Maranhense. Su población es según el censo de 2010 de 109 932 habitantes y está dividida en seis municipios. Su población está formada por negros y mulatos 41.5, caboclos(mestizos de indios y blancos)31.0, blancos 27.1, asiáticos 0.2 e indígenas 0.2, habitaban la región en 2010 187 indígenas. Posee un área total de 14.227,014 km².

## Municipios
- Campestre do Maranhão
- Carolina
- Estreito
- Porto Franco
- São João do Paraíso
- São Pedro dos Crentes

- Datos: Q2719086